# Faiões
Faiões es una freguesia portuguesa del concelho de Chaves, en el distrito de Vila Real, con 7,94 km² de superficie y 873 habitantes (2011). Su densidad de población es de 109,9 hab/km².
Situada en la Vega de Chaves, a solo 5 km de la capital del concelho, y poblada desde tiempos prehistóricos, Faiões fue en la Edad Media un señorío del Arzobispado de Braga. La freguesia fue creada el  20 de julio de 1925, por segregación de la de Santo Estêvão.
En Faiões existen restos de un castro del Neolítico y vestigios de la calzada romana conocida como Via XVII, que iba de Bracara Augusta (Braga) a Asturica Augusta (Astorga), pasando por Aquae Flaviae (Chaves).